# El Blanco
El Blanco es una localidad de la comuna chilena de Coyhaique, que se encuentra a 45 kilómetros al suroeste de la capital comunal, en la confluencia entre el río Blanco y el Río Huemules.